# Færøske lagtingsmedlemmer 1906-1908
Der var 20 medlemmer af Lagtinget på Færøerne i valgperioden mellem 1906 og 1908.

## Medlemmer
| Navn                   | Parti                | Valgkreds      | Bemærkninger |
| ---------------------- | -------------------- | -------------- | ------------ |
| Jákup Dahl             | Sambandsflokkurin    | Suðuroy        |              |
| Johan C.F. Dam         | Sambandsflokkurin    | Norðurstreymoy |              |
| Anton Degn             | Sambandsflokkurin    | Suðurstreymoy  |              |
| Niclas J. Djurhuus     | Sambandsflokkurin    | Suðuroy        |              |
| Oliver Effersøe        | Sambandsflokkurin    | Suðuroy        |              |
| Jóhan Michael Hentze   | Sjálvstýrisflokkurin | Sandoy         |              |
| Símun Pauli úr Konoy   | Sjálvstýrisflokkurin | Eysturoy       |              |
| Dánjal Pauli Michelsen | Sjálvstýrisflokkurin | Vágar          |              |
| Søren E. Müller        | Sambandsflokkurin    | Suðurstreymoy  |              |
| Zacharias Nielsen      | Sjálvstýrisflokkurin | Vágar          |              |
| Klæmint Olsen          | Sambandsflokkurin    | Norðoyar       |              |
| Jóannes Patursson      | Sjálvstýrisflokkurin | Suðurstreymoy  |              |
| Thomas J. Petersen     | Sambandsflokkurin    | Eysturoy       |              |
| Jógvan Poulsen         | Sambandsflokkurin    | Eysturoy       |              |
| Johan Hendrik Poulsen  | Sjálvstýrisflokkurin | Sandoy         |              |
| Andrass Samuelsen      | Sambandsflokkurin    | Norðurstreymoy |              |
| Óli Niklái Skaalum     | Sambandsflokkurin    | Suðuroy        |              |
| Símun av Skarði        | Sjálvstýrisflokkurin | Norðoyar       |              |
| Andreas Weihe          | Sambandsflokkurin    | Eysturoy       |              |
| Mads Andrias Winther   | Sjálvstýrisflokkurin | Suðurstreymoy  |              |

I tillæg til de valgte medlemmer mødte også provst Fríðrikur Petersen og amtmand Christian Bærentsen i Lagtinget.